# باركس
باركس هي بلدة، في أستراليا، تقع في نيوساوث ويلز، هي عاصمة Parkes Shire ‏، بلغ عدد سكانها 11,408  نسمة وذلك حسب إحصائيات سنة 2016، رمزها البريدي هو 2870.

## المناخ
يظهر الجدول التالي التغييرات المناخية على مدار السنة لباركس:
| البيانات المناخية لـباركس         | البيانات المناخية لـباركس | البيانات المناخية لـباركس | البيانات المناخية لـباركس | البيانات المناخية لـباركس | البيانات المناخية لـباركس | البيانات المناخية لـباركس | البيانات المناخية لـباركس | البيانات المناخية لـباركس | البيانات المناخية لـباركس | البيانات المناخية لـباركس | البيانات المناخية لـباركس | البيانات المناخية لـباركس | البيانات المناخية لـباركس |
| الشهر                             | يناير                     | فبراير                    | مارس                      | أبريل                     | مايو                      | يونيو                     | يوليو                     | أغسطس                     | سبتمبر                    | أكتوبر                    | نوفمبر                    | ديسمبر                    | المعدل السنوي             |
| --------------------------------- | ------------------------- | ------------------------- | ------------------------- | ------------------------- | ------------------------- | ------------------------- | ------------------------- | ------------------------- | ------------------------- | ------------------------- | ------------------------- | ------------------------- | ------------------------- |
| الدرجة القصوى °م (°ف)             | 45.2 (113.4)              | 45.5 (113.9)              | 40.0 (104.0)              | 35.4 (95.7)               | 27.8 (82.0)               | 26.7 (80.1)               | 23.3 (73.9)               | 27.8 (82.0)               | 34.0 (93.2)               | 37.7 (99.9)               | 44.0 (111.2)              | 42.5 (108.5)              | 45.5 (113.9)              |
| متوسط درجة الحرارة الكبرى °م (°ف) | 32.3 (90.1)               | 31.5 (88.7)               | 28.5 (83.3)               | 23.6 (74.5)               | 18.6 (65.5)               | 15.0 (59.0)               | 14.0 (57.2)               | 15.9 (60.6)               | 19.5 (67.1)               | 23.6 (74.5)               | 27.7 (81.9)               | 30.6 (87.1)               | 23.4 (74.1)               |
| متوسط درجة الحرارة الصغرى °م (°ف) | 17.9 (64.2)               | 17.8 (64.0)               | 15.0 (59.0)               | 10.9 (51.6)               | 7.5 (45.5)                | 5.1 (41.2)                | 4.0 (39.2)                | 4.9 (40.8)                | 7.3 (45.1)                | 10.4 (50.7)               | 13.5 (56.3)               | 16.2 (61.2)               | 10.9 (51.6)               |
| أدنى درجة حرارة °م (°ف)           | 6.8 (44.2)                | 6.0 (42.8)                | 4.5 (40.1)                | 0.5 (32.9)                | −1.5 (29.3)               | −4.0 (24.8)               | −4.2 (24.4)               | −3.6 (25.5)               | −2.0 (28.4)               | 1.0 (33.8)                | 3.0 (37.4)                | 6.2 (43.2)                | −4.2 (24.4)               |
| معدل هطول الأمطار مم (إنش)        | 57.6 (2.27)               | 49.1 (1.93)               | 47.4 (1.87)               | 41.4 (1.63)               | 47.2 (1.86)               | 49.5 (1.95)               | 49.1 (1.93)               | 49.2 (1.94)               | 41.8 (1.65)               | 52.4 (2.06)               | 49.5 (1.95)               | 53.0 (2.09)               | 587.2 (23.13)             |
| متوسط الأيام الممطرة (≥ 0.2mm)    | 5.8                       | 5.4                       | 5.4                       | 5.3                       | 7.2                       | 9.3                       | 10.2                      | 9.3                       | 7.7                       | 7.7                       | 6.4                       | 6.2                       | 85.9                      |
| Average afternoon رطوبة نسبية (%) | 34                        | 37                        | 39                        | 43                        | 53                        | 60                        | 60                        | 54                        | 48                        | 42                        | 36                        | 32                        | 45                        |
| المصدر: Bureau of Meteorology     |                           |                           |                           |                           |                           |                           |                           |                           |                           |                           |                           |                           |                           |

## أعلام
- جون أ. مكارثي
- ليه فيشر
- دوغلاس وارن
- غوردون واتسون
- جون بونهام
- جورج غيبونز
- جيم ديفيس